# Dédé en partner
Dédé en partner is het 151ste stripverhaal van De Kiekeboes. Dit album voor de reeks van Merho werd door striptekenaar Kristof Fagard getekend, digitale inkt door Jos Vanspauwen. Het album verscheen op 11 juli 2018.

## Verhaal
Van de Kasseien heeft zichzelf ingekocht bij het bedrijf Immo Rail, dat in Mestwalle een kerk heeft omgebouwd tot een Love Hotel. In Mestwalle heeft men daarom een buurtcomité opgericht met Nonkel Vital als voorzitter. Ondertussen zaagt Fanny dat zij op vakantie wil omdat haar vriendinnen ook op vakantie zijn. Immo Rail heeft ook het zogenaamde Sunny Side Opsort in Gran Penaria gebouwd, eigendom van de Russische miljardair Raspoetin Metlev. Metlev belt Van de Kasseien met nieuws waarvan hij zenuwachtig wordt en wat De Kiekeboes doet besluiten naar Gran Penaria af te reizen. Tegelijkertijd is Dédé ook uit de gevangenis ontsnapt met behulp van de vrouwelijke cipier Els Lawaay. En ook Dédé reist af naar Gran Penaria omdat hij via zijn partner Balthazar ook geïnvesteerd heeft in het Sunny Side Opsort. Medlev is samen met zijn secretaris Pitzof op Gran Penaria aangekomen en komt aan bij het Sunny Side Opsort, waar Dédé ondertussen ook is. Metlev en Dédé zijn woedend omdat het Sunny Side Opsort nep is. Ondertussen moest Marcel Kiekeboe het uitleggen en probeert Pitzof hem te vermoorden. Een paar dagen later na Marcel Kiekeboe zijn onderduiking in de kamer van Sapperdeboere, die ook op Gran Penaria is, ontdekt Nopel dat Jack Cals, de baas van Immo Rail ook de nieuwe manager van Elodie Melody is. Een zekere Jacca. Jacca heeft een moderne, dure villa gekocht met de investeringen van het Sunny Side Opsort. Uiteindelijk wordt iedereen buiten Els Lawaay, die met Metlev ontsnapt is, aan de politie overgeleverd. Wanneer Kiekeboe terugkomt op zijn werk is Van de Kasseien tijdelijk doof gemaakt door Nonkel Vital. Nonkel Vital had redelijk luidruchtig protest gevoerd om te eisen dat Van de Kasseien het Love Hotel in Mestwalle zou sluiten.